# 연탄

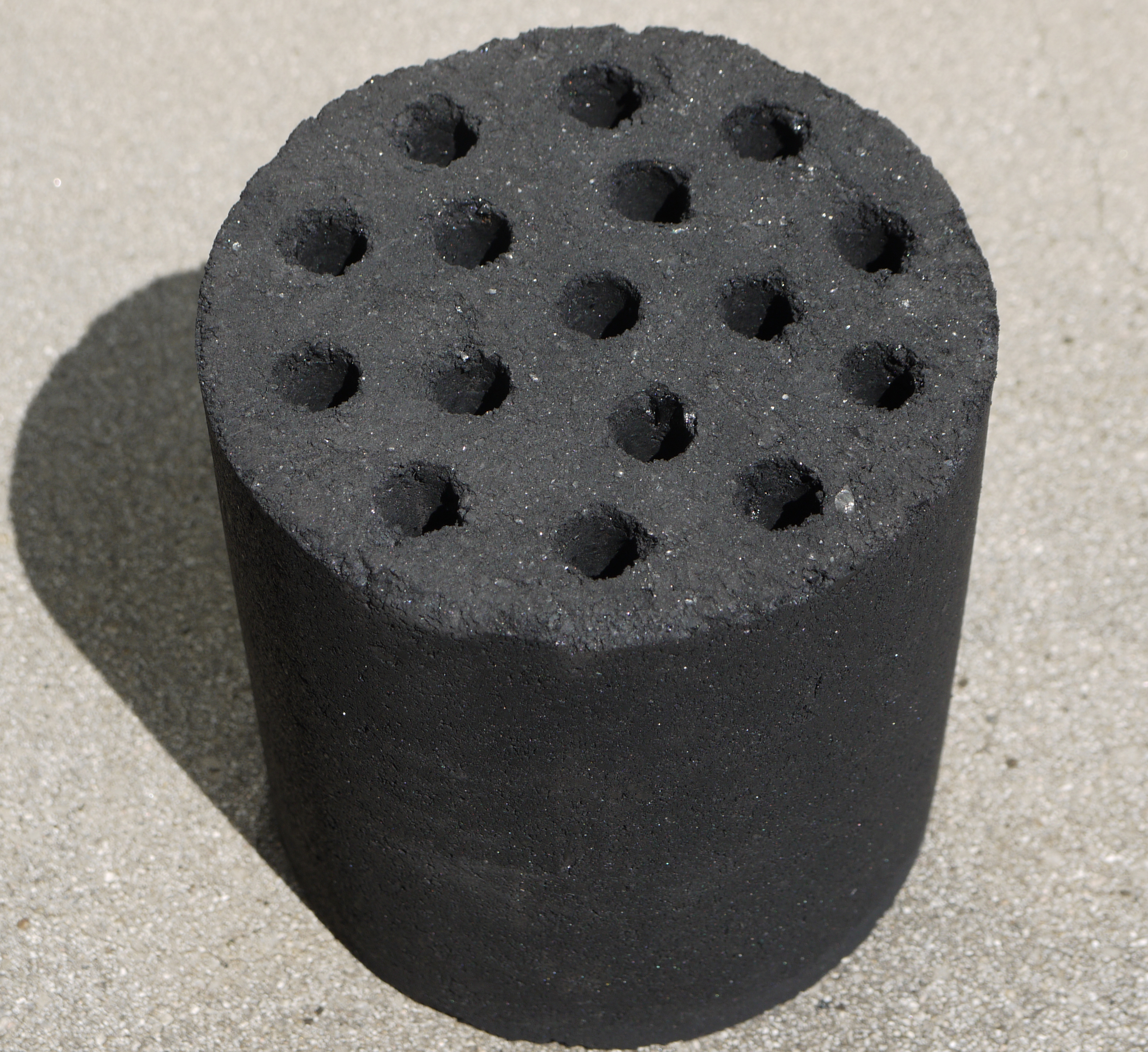
일본식 연탄의 모습.

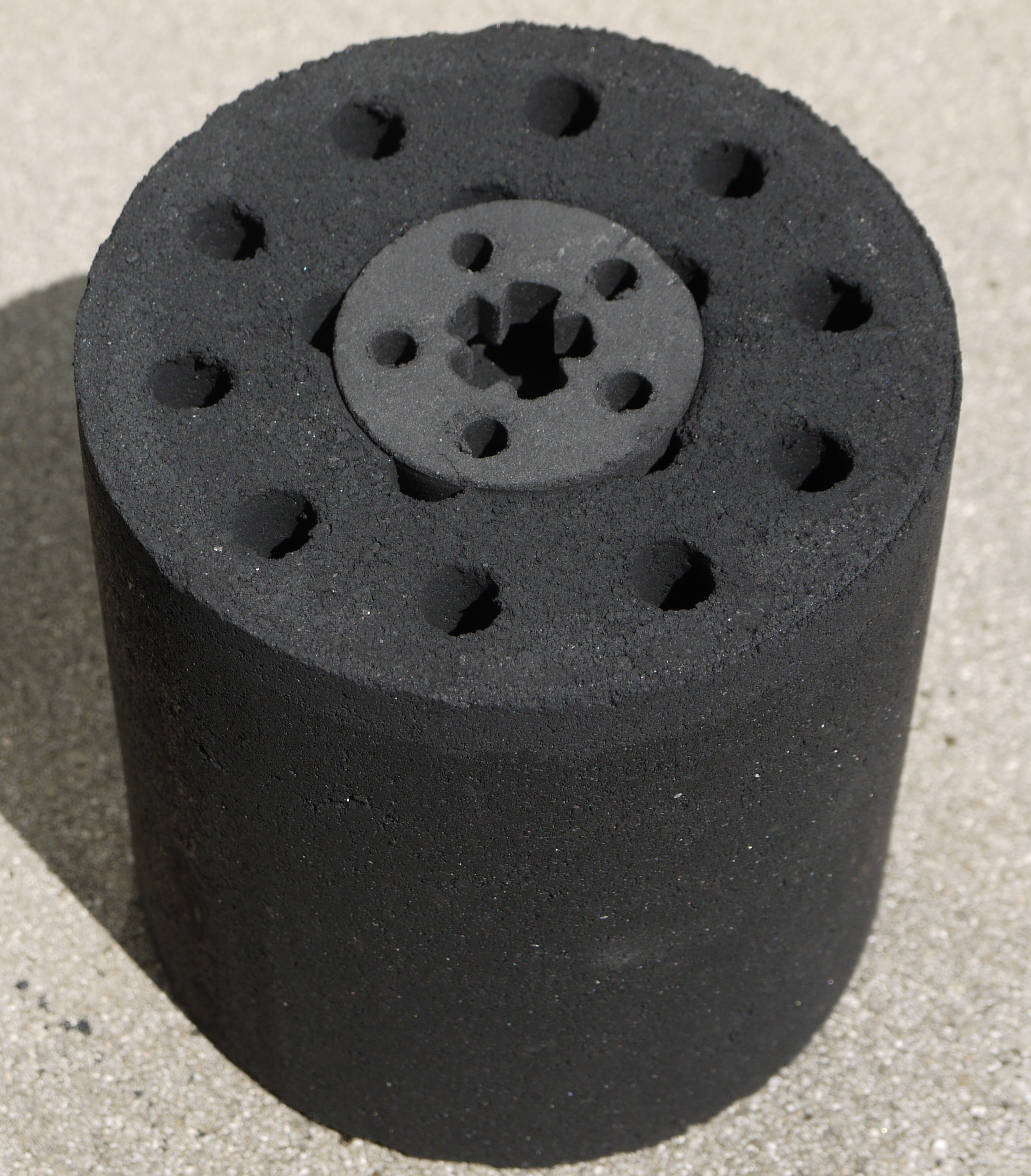
착화제가 포함된 일본식 연탄.

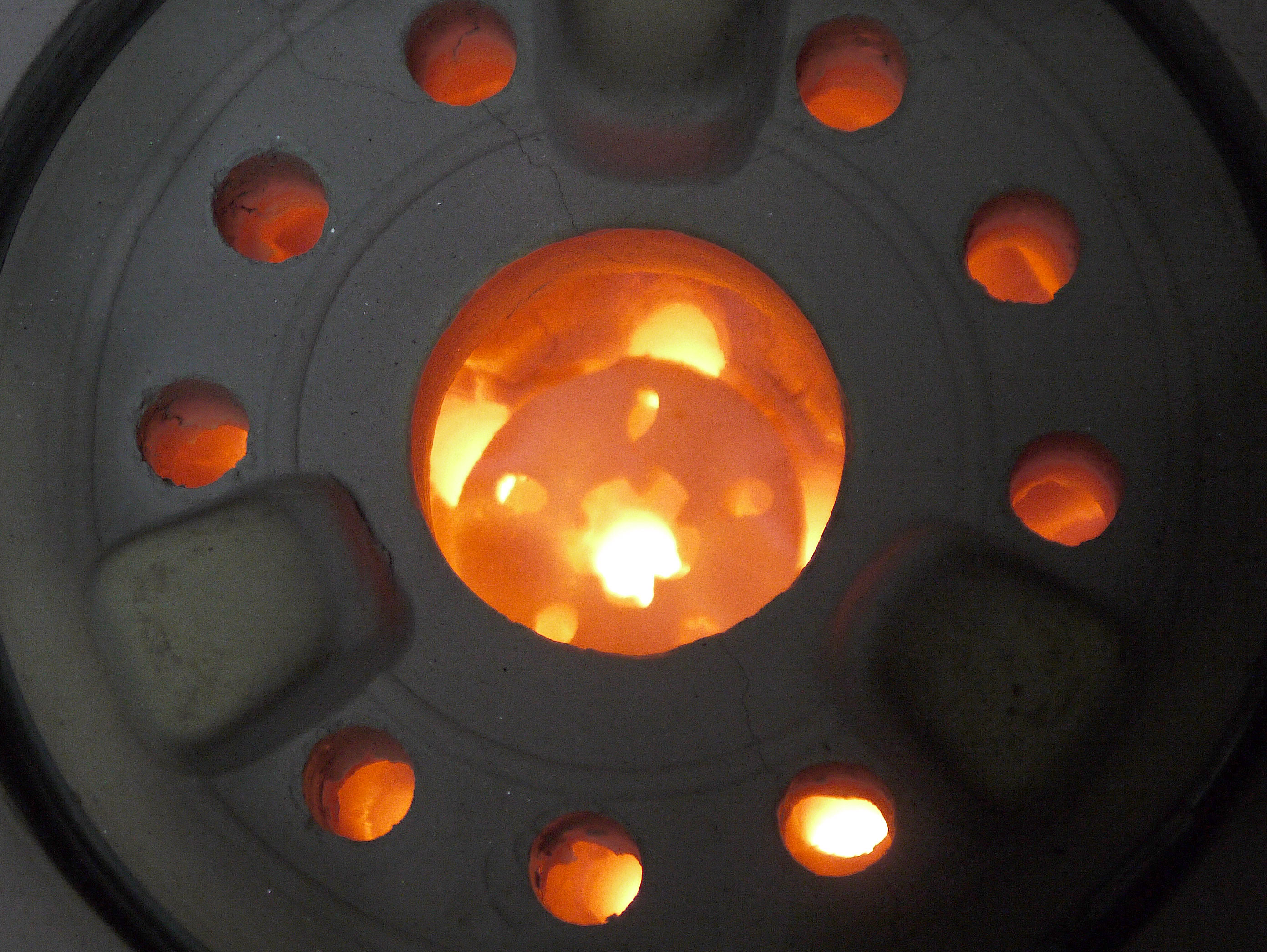
연소중인 연탄의 모습.

연탄(煉炭, 영어: kneaded coal, yeontan)은 동아시아에서 요리나 난방용으로 사용되는 가공된 무연탄이다. 무연탄과 코크스, 숯 따위의 가루에 피치, 해조, 석회 따위의 점결제를 섞어서 굳혀 만든 연료로 보통은 잘 타게 하기 위하여 상하로 통하는 여러 개의 구멍이 뚫려있다. 쌓기 좋은 크기와 모양 등의 이유로 땔나무와 가공되지 않은 석탄의 대용품으로 환영받았다.

## 용어
구멍이 뚫려 있다고 하여 구공탄, 혹은 구멍탄이라고도 불린다. 초기에는 구멍이 19개였으나, 1970년대부터는 구멍 22개 규격을 많이 쓰기 시작했다.

## 규격
한국산업표준규격 KS E 3731:1989 에 무연탄을 주원료로 하여 만드는 구멍탄(영어: holed coal briquette)으로 5 종류가 규정되어 있는데, 보통 집에서 많이 쓰이는 것은 2호이다.
| 종류 | 지름 (mm) | 높이 (mm) | 무게 (kg) | 건조무게 (kg) |
| ---- | --------- | --------- | --------- | ------------- |
| 1 호 | 150       | 142       | 3.6       | 3.3           |
| 2 호 | 158       | 152       | 4.5       | 4.1           |
| 3호  | 162       | 155       | 4.8       | 4.4           |
| 4호  | 157       | 161       | 4.9       | 4.5           |
| 5호  | 215       | 142       | 7.5       | 6.8           |

- 발열량은 4,500 kcal/kg 이상, 300 mm 높이에서 떨어뜨렸을 때에 부서지지 않아야 한다.

## 용도

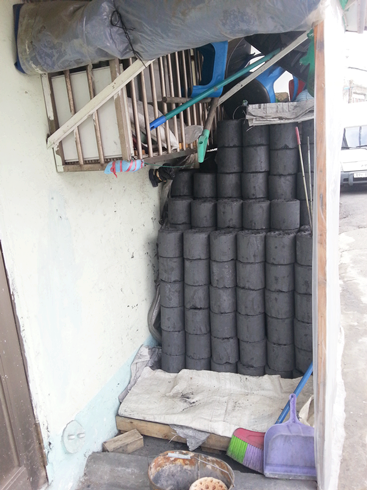
연탄창고

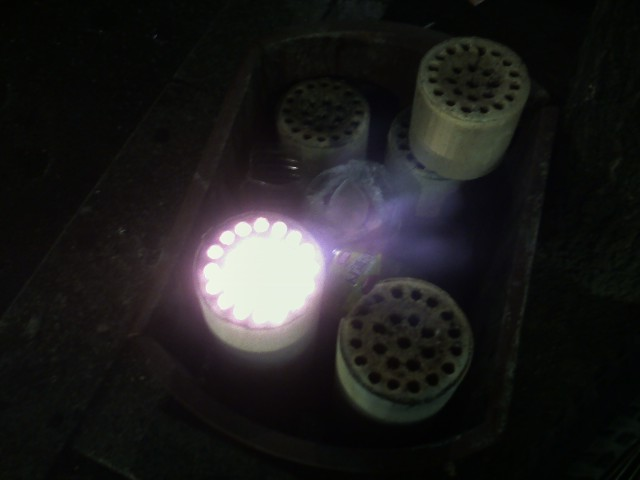
불타는 연탄.

가정 난방용으로 쓰일 경우 겨울에 1~3개 정도를 매일 소모한다. 새로운 연탄에 불을 붙이기 위해서는 새 연탄을 다 타가는 연탄 위에 올려놓는다. 불이 붙는데는 30분 정도 소모되며 이때 많은 일산화탄소가 발생한다. 연탄을 대기중에 노출하여 연소시킬 경우 완전히 연소되는 시간은 약 8시간 정도이다. 불을 좀 더 쉽게 붙이기 위해 일부분에는 불이 쉽게 붙도록 개량한 제품도 있다.
대한민국에서는 전통적인 온돌을 활용해 연탄불을 요리와 난방에 모두 사용하였다.
연탄은 가정 석탄 난방 사고의 주범인 일산화탄소 중독의 주된 원인이다.

## 역사
일본에서 1920년대 수입된 이래 연탄의 인기는 계속 늘어났다. 1988년에는 대한민국 가정의 78%가 연탄을 주연료로 사용했다. 하지만 1993년에는 33% 정도로 줄었다. 대부분 석유나 가스를 이용하는 난방기로 전환했기 때문이다. 2001년에는 2%정도로 추측된다.
최근에는 난방보다는 음식점의 요리용 연료로 다시 인기를 얻고 있다. 이 때문에 정부는 연탄에 지원되던 보조금을 철폐하고 저소득층 가정에 직접적으로 난방비를 지원하기로 하였다. 1990년대 이후 계속 감소추세를 보이던 연탄 사용량이 2003년 이후 고유가 영향으로 증가세를 보이기 시작했다. 2000년 이후에는 도시 빈민촌에서 아직 쓰는 곳이 있으나, 주로 농작물을 재배하는 비닐하우스에서 많이 쓴다.

## 연탄가스
연탄가스는 연탄이 탈때 만들어지는 유독성 가스로 주로 일산화 탄소로 이루어져 있다. 방바닥을 직접 덥히는 온돌 난방을 주로하는 한국에서는 바닥 틈새가 벌어지는 경우가 많아 연탄가스에 중독되는 경우가 잦았다.

## 연탄재

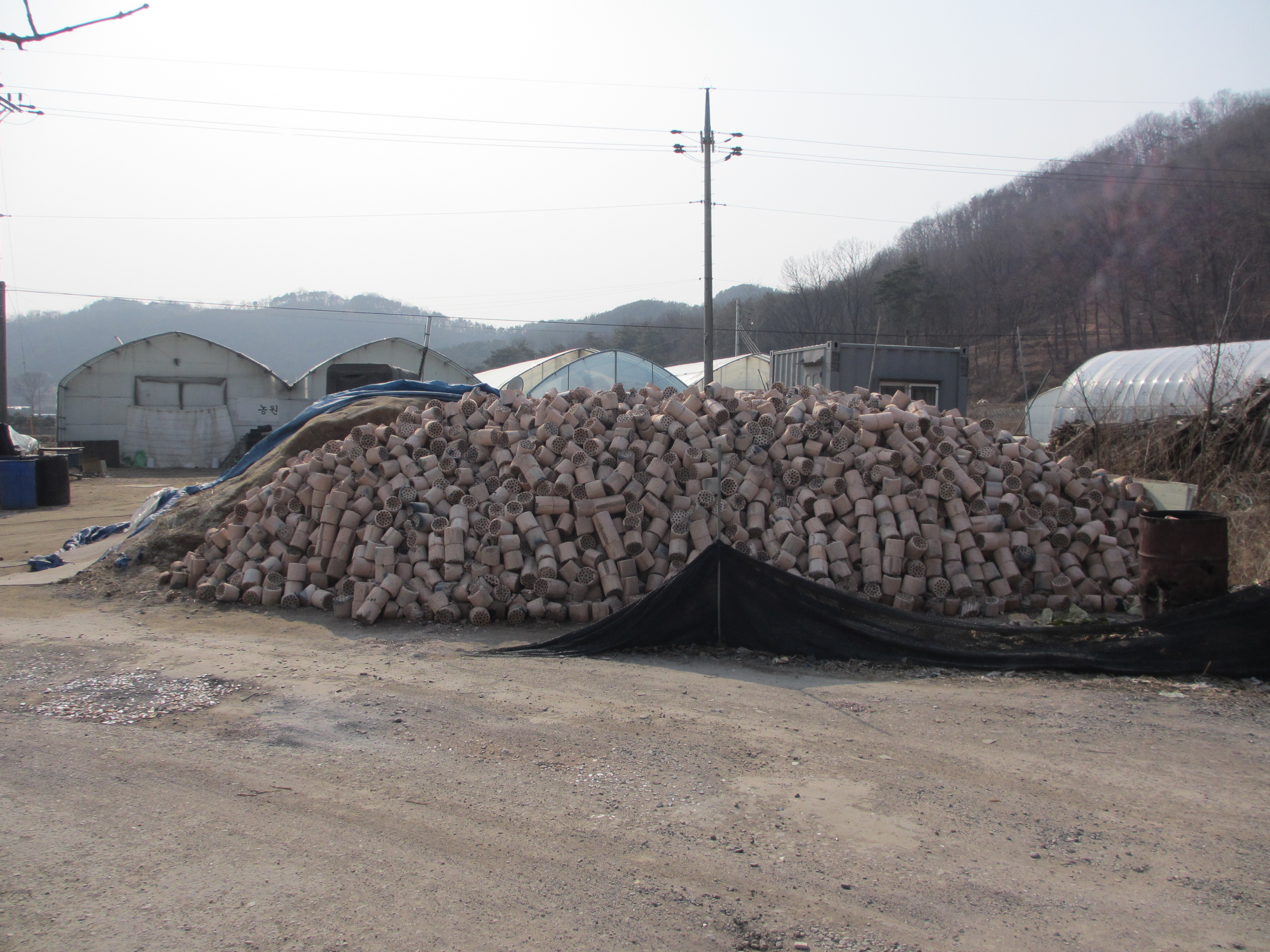
연탄재.

연탄재는 연탄이 타고 남은 재를 뜻하며, 붉은 빛이 도는 흰색이다. 원래 연탄보다는 많이 가벼워지기는 하나 연탄 형태를 그대로 갖추고 있는 딱딱한 덩어리로, 부피를 많이 차지해서 내버리기에도 힘들어 고지대에서는 집문 옆에 쌓아두는 경우가 많았다. 그러다가 눈이 오거나 해서 길이 미끄러울 때에는 골목 길에 깨어 깔기도 했다.

## 고갈
무연탄의 경우, 대한민국에서는 이제 자원의 고갈로 원료 채탄이 어렵다. 과거에 채탄비용으로 인하여 중단되었던 광산들을 개발하는 문제 또한 지역발전으로 인하여 불가한 경우가 많다. 현재는 장성과 화순, 도계 광업소에서 생산중에 있으나 점차적으로 품질이 저하되고 있는 실정이다.
수입 무연탄의 경우, 기름성분이 많아서 국내 석탄과의 배합과정에서 문제가 많이 발생하여 일정 비율 이상 섞을 수 가 없고, 중국에서 수입되던 북한산 무연탄의 경우 높은 품질임에도 수입이 제한되고 있는 실정이어서 석탄공사에서는 해외로 무연탄 탐사를 수시로 보내고 있지만 현실적인 대안을 제시하지 못하고 있는 실정이다.